# 赛义德布尔市

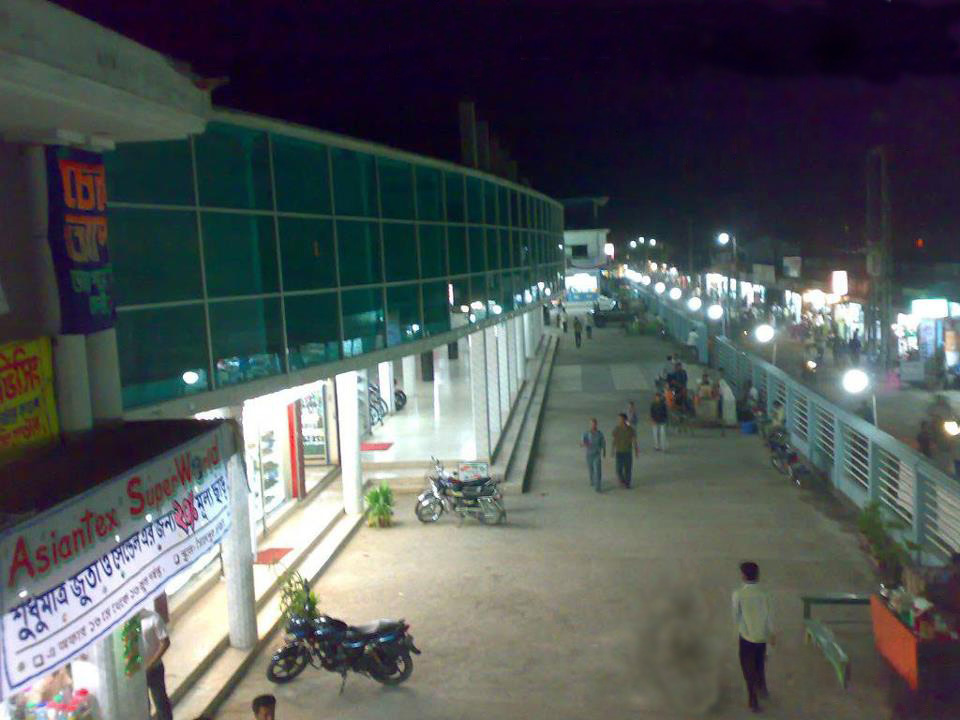
当地赛义德布尔市广场

赛义德布尔市是孟加拉国朗布爾專區尼爾帕馬里縣的一座城市。赛义德布尔市机场是孟加拉国国内机场。该城市与比哈尔邦有密切联系，许多居民都来自乌尔都语社区，特别是芒格镇。自孟加拉国独立以来，其乌尔都语使用大幅下降，当地人口或者入孟加拉社会、要么采用孟加拉语，要么迁移到印度或巴基斯坦。